# Ulla-Britta Freje
Ulla-Britta Freje, född Månsson den 1 april 1922 i Stockholm, död den 15 januari 2017 i Göteborg, var en svensk skådespelare, sångare och målare. 
Hon var dotter till brandchefen Harald Månsson och Linnea Landberg och gift med Curt-Henry Freje. Freje studerade konst i Stockholm och Göteborg och debuterade i en utställning i Malmö 1967. Hon medverkade därefter i utställningar i London, Paris, Stockholm, Göteborg och Malmö. Hennes konst består av personer, djur och motiv från de nordiska ländernas dikter och folksagor i olja eller gouache samt exlibris. Som skådespelare spelade hon bland annat rollen som Anna i Fredrik August Dahlgrens Värmlänningarna på Slottsmölleteatern i Malmö 1957. Freje utgav diktsamlingen Ljus - Liv - Kärlek 1984. Som illustratör illustrerade hon sin mans bok Fritte Spelemans visor 1969. Makarna Freje är begravda på Västra kyrkogården i Göteborg.